# Мелестовка (река)
Мелестовка — река в России, протекает по Пестовскому району Новгородской области. Река впадает в озеро Минькинское, через которое протекает Меглинка, рядом с местом, где Меглинка вытекает из озера (36 км от устья Меглинки). Длина реки составляет 10 км.
На берегу реки стоят деревни Алехново и Мышенец Лаптевского сельского поселения и Мелёстовка Охонского сельского поселения.

## Данные водного реестра
По данным государственного водного реестра России относится к Верхневолжскому бассейновому округу, водохозяйственный участок реки — Молога от истока и до устья, речной подбассейн реки — Реки бассейна Рыбинского водохранилища. Речной бассейн реки — (Верхняя) Волга до Куйбышевского водохранилища (без бассейна Оки).
Код объекта в государственном водном реестре — 08010200112110000006313.